# Lucas Hartong
Lucas Hartong (Dordrecht, 24 mei 1963) is een Nederlands oud-politicus namens de Partij voor de Vrijheid en theoloog.

## Biografie
Hartong doorliep het gymnasium in Breda, studeerde vervolgens journalistiek, public relations en theologie aan de Christelijke Hogeschool Ede (CHE) alsmede aan Tilburg University (MA) en was werkzaam als columnist/publicist voor diverse kranten en (web)magazines. Als journalist werkte Hartong voor onder meer de Evangelische Omroep en verbleef hij enkele jaren in Midden-Amerika.

### Politiek
Hartong was in 2002 korte tijd secretaris van de afdeling Zuid-Holland voor de Lijst Pim Fortuyn (LPF) en lokaal politiek actief onder de vlag van Democratisch Platform Nederland (DPN). Na de oprichting van de PVV in 2006 was hij kandidaat voor de Tweede Kamer namens de Partij voor de Vrijheid (PVV) en werkte Hartong als fractiemedewerker. Vanaf september 2009 werkte Hartong als beleidsmedewerker voor de Europese PVV-delegatie.
Hartong stond tijdens de verkiezingen voor het Europees Parlement in 2009 op de vijfde plaats van de kandidatenlijst van de PVV en viel net buiten de direct verkozenen. Op 22 juni 2010 werd Hartong als Europarlementariër beëdigd, nadat zijn voorganger Louis Bontes bij de landelijke verkiezingen op 9 juni voor de PVV in de Tweede Kamer verkozen werd. Hij is onder meer lid van de begrotingscommissie en plaatsvervangend lid van de Commissie budgetcontrole. Daarnaast zette Hartong zich in voor de visserij.
Op 24 maart 2014 werd Hartong door de PVV aangewezen als delegatieleider in het Europees Parlement, nadat Laurence Stassen de partij vaarwel had gezegd vanwege een omstreden 'Marokkanen-uitspraak' van PVV-leider Geert Wilders. Diezelfde dag nog gaf Hartong te kennen niet meer verkiesbaar te zijn voor een nieuwe termijn. Hij zal alleen lopende zaken afhandelen. Later bleek dit te liggen in de samenwerking met nationaal-rechtse partijen als Front National en de FPÖ.
Hierna werd Hartong columnist en commentator bij onder meer Uitgelicht! op de christelijke familiezender Family7.
Op 31 mei 2021 maakte Hartong via Twitter bekend dat hij op grond van art. 421 Wetboek van Strafrecht aangifte had gedaan tegen minister van Buitenlandse Zaken Sigrid Kaag (D66) wegens Nederlandse financiële steun aan de Palestijnse NGO Union of Agricultural Work Committees, en vermeende banden van deze NGO met terreurgroepering PFLP. De regering van Israël heeft de NGO in 2021 aangemerkt als een terroristische organisatie, maar deze karakterisering is bekritiseerd door onder meer Amnesty International, Human Rights Watch en het Bureau van de Hoge Commissaris voor de Mensenrechten van de Verenigde Naties. In januari 2022 maakten ministers Blok en Knapen bekend de financiering aan UAWC geheel te stoppen wegens aantoonbare banden van medewerkers met tereurorganisatie PFLP.

## Publicaties
- Wanneer je door het water trekt, maart 2015[9]
- De 1 minuut democratie, maart 2015
- Gods plan, april 2016
- Wat is jouw verhaal?, oktober 2018
- Verder alles OK?, januari 2021

## Persoonlijk
Hartong is gehuwd, heeft twee kinderen, woont op Goeree-Overflakkee en is protestants-christelijk. Hartong is een kleinzoon van de verzetsstrijder Jan Somer.
- Parlement.com: vid22rajqjs7